# Isac Martin
Isac Martin, (n.11 iulie 1918, Târnova – d. 1986, Timișoara), a fost un comunist român. Profesia sa de bază era tâmplar modelier. Isac Martin a absolvit Școala superioară de Partid de pe lângă CC al PCUS și a absolvit Facultatea de Științe Juridice. A fost decorat cu Steaua Republicii Populare Române, clasa a V-a, clasa a IV-a și clas a II-a.
Isac Martin a îndeplinit funcțiile de prim-secretar al Comitetului Regional Banat între 1951-1952 și 1956-1960, ulterior președinte al Consiliului central al sindicatelor (1961-1965) și membru al Consiliului de Stat (1961-1963). A fost totodată membru al CC al PCR (1960-1969).
În 1951 au fost convocați la regionala P.M.R. din Timișoara „toți activiștii regionalei de partid și câțiva membri de partid din întreprinderi și instituții”, cărora primul secretar Isac Martin și activistul din comitetul central Feliceanu le-au făcut „un instructaj” pentru „acțiunea ce urma să fie aplicată”, adică pentru deportarea germanilor din România în Uniunea Sovietică.
Isac Martin a fost prim secretar de partid în regiunea Timișoara începând din 1952; a fost ales membru supleant în CC al PMR în 1958 și a fost promovat ca membru deplin în iunie 1960. În 25 octombrie 1960, Isac Martin a fost înlocuit în funcția de prim secretar de partid în regiunea Timișoara de cǎtre Petre Blajovici.
Prin ordinul nr. 575/6.V.1961, emis de Direcția Treburilor CC al PMR, Isac Marin a fost decorat cu medalia A 40-a aniversare de la înființarea Partidului Comunist din România.
În 1964 Isac Martin îndeplinea funcția de președinte al Consiliului Central al Sindicatelor.

## Distincții
- Medalia „Eliberarea de sub jugul fascist” (24 decembrie 1952) „pentru lupta dusă împotriva fascismului”[8]
- Ordinul Muncii clasa a II-a (30 decembrie 1957) „cu ocazia celei de a zecea aniversări a proclamării Republicii Populare Romîne și pentru merite deosebite în îndeplinirea sarcinilor date de Partidul Muncitoresc Romîn, pentru merite deosebite pe tărîmul construcției de stat, economice, sociale, culturale și obștești”[9]
- Ordinul „23 August” clasa a IV-a (12 august 1959) „pentru merite deosebite în opera de construire a socialismului”[10]
- Medalia „40 de ani de la înființarea Partidului Comunist din Romînia” (6 mai 1961) „pentru merite în activitatea de partid și întărirea regimului democrat-popular”[11]
- Ordinul „Steaua Republicii Populare Romîne” clasa a II-a (18 august 1964) „pentru merite deosebite în opera de construire a socialismului, cu prilejul celei de a XX-a aniversări a eliberării patriei”[12]
- Ordinul „Tudor Vladimirescu” clasa a III-a (30 aprilie 1966) „cu prilejul celei de-a 45-a aniversări de la înființarea Partidului Partidului Comunist din România, pentru merite deosebite în opera de construire a socialismului”[13]